# Reality Kings
Reality Kings és una empresa de producció de cinema per a adults d'internet situada a Miami Beach, Florida. L'empresa va començar a funcionar a internet l'any 2000 amb el seu primer lloc web per adults, la web cumfiesta.com. Després van aparèixer altres webs com ara; milfhunter.com, 8thstreetlatinas.com, captainstabbing.com, i roundandbrown.com. Des de la seva creació, la web Reality Kings va crear una xarxa de pàgines web amb una àmplia varietat de gèneres, incloent: MILF, Amateurs, Mulates, Llatines, dones amb mamelles grosses, etc. A finals de l'any 2012 Reality Kings ocupava el lloc 2,200 en la classificació Alexa.